# Jefferson megye (Idaho)
Jefferson megye az Amerikai Egyesült Államokban, azon belül Idaho államban található. Megyeszékhelye és legnagyobb városa Rigby. Lakosainak száma 30 891 fő (2020. április 1.). Jefferson megye Clark, Bingham, Butte, Bonneville, Madison és Fremont megyékkel határos.

## Népesség
A megye népességének változása:
| Lakosok száma | 26 224 | 26 336 | 26 699 | 26 914 | 27 157 | 30 891 |
|               | 2010   | 2011   | 2012   | 2013   | 2015   | 2020   |